# Clase Chuhatsu
La clase Chuhatsu (中発?) o lancha de desembarco de 13 metros era un tipo de lancha de desembarco usada por la Armada Imperial Japonesa durante la Segunda Guerra Mundial. Era una versión más pequeña de la clase Daihatsu, con una rampa instalada en la proa que era bajada para desembarcar la carga una vez que era varada en la playa. 
Fue utilizada por la Armada Imperial Japonesa como una embarcación de abastecimiento y de transporte de personal de franco para cruceros, y como gabarra para transportar aviones.